# Binəqədi (Rayon)
Koordinaten: 40° 29′ N, 49° 49′ O
Binəqədi (auch Binagadi) ist ein Stadtbezirk Bakus und der Hauptort des Bezirks. Der Bezirk hat 268.400 Einwohner (Stand: 2021). 2010 hatte er 240.800 Einwohner und eine Fläche von 170 km².
Der Bezirk besteht aus insgesamt sechs Gemeinden, neben dem Hauptort Binəqədi aus den Orten:
- Biləcəri
- M. Ə. Rəsulzadə (auch kurz Rəsulzadə oder ausgeschrieben Məhəmməd Əmin Rəsulzadə; bis 1999 Kirov)
- Xocəsən
- Sulutəpə
- 28 May